# Saeristawo Chunani

Saeristawo Chunani (grün) im äußersten Südosten des Königreichs Iberien

Chunani (georgisch ხუნანი) war eine Verwaltungseinheit – ein Saeristawo (georgisch საერისთავო) – im Königreich Iberien. Die Gebietseinheit dieses Namens taucht erstmals im 3. Jahrhundert vor Christus auf: Nach Kartlis Zchowreba war es eines der vom ersten georgischen König Parnawas I. errichteten Saeristawos, die etwa westeuropäischen Herzogtümern entsprechen. Das Zentrum des Saeristawo war die gleichnamige Stadt Chunani. Das Saeristawo Chunani lag südlich des Flusses Kura und sein Territorium fiel weitgehend mit der historischen Region Gardabani zusammen, weshalb die Bevölkerung von Chunani in georgischen Quellen auch Gardabneli genannt wird. Die Saeristawos Chunani und Samschwilde bildeten zusammen die Provinz Niederkartlien, die manchmal Taschiri genannt wurde. Nach der georgischen historischen Überlieferung war der Fluss Bedrudschi (heutiges Zəyəmçay) die östliche Grenze des Saeristawo Chunani und des Königreichs Iberien. Im 3. Jahrhundert, während der Regierungszeit von Mirian III., wird Peros als Eristawi (Herzog) von Chunani erwähnt. Im 5. Jahrhundert, während der Regierungszeit von Wachtang Gorgassali, ist der Eristawi von Chunani Nersaran. Um 485 gründete der König von Iberien das Bistum von Chunani. In armenischen Quellen ist der Bischof von Chunani 505 und 506 einer der Prälaten von Iberien.
Ab dem 8. Jahrhundert unterstand das ehemalige Gebiet des Saeristawo Chunani dem arabischen Kalifat und es wurde das Emirat Chunani gegründet. Doch kurz nach der Gründung des Emirats Tiflis 736 unterwarf sich der Emir von Chunani dem Emir von Tiflis, der tatsächlich der Herrscher von Kartlien war. Nach der Wiedervereinigung des Königreichs Georgien wurde im 12. und 13. Jahrhundert das Gebiet des ehemaligen Chunani in das Saeristawo Gagi aufgenommen. Nach den mongolischen Invasionen im 13. Jahrhundert wird Chunani als Saeristawo oder Region in Quellen nicht mehr erwähnt.